# أرفيد كنوتسن
أرفيد كنوتسن (بالنرويجية البوكمول: Arvid Knutsen)‏ هو مدرب كرة قدم ولاعب كرة قدم نرويجي، ولد في 3 مارس 1944 في النرويج، وتوفي في 4 يناير 2009. لعب مع نادي فيكينغ.

## وصلات خارجية
- أرفيد كنوتسن على موقع قاعدة بيانات كرة القدم.إي يو (الإنجليزية)
- أرفيد كنوتسن على موقع عالم كرة القدم.نت (الإنجليزية)